# San Diego Jaws
San Diego Jaws is een voormalige Amerikaanse voetbalclub uit San Diego, Californië. De club werd opgericht in 1976 en later dat jaar opgeheven. Het thuisstadion van de club was het Aztec Bowl. Ze speelden één seizoen in de North American Soccer League. Daarin werd geen aansprekend resultaat behaald.

## Geschiedenis
De club werd in 1976 opgericht doordat de franchise van Baltimore Comets verkocht werd. De nieuwe eigenaren namen de franchise mee naar San Diego en stichten daar een nieuw team.

## Verhuizing
Na het seizoen in 1976 verhuisde de club naar Las Vegas, Nevada om de clubnaam te veranderen naar de Las Vegas Quicksilvers.